# Clubiona melanosticta
Clubiona melanosticta este o specie de păianjeni din genul Clubiona, familia Clubionidae, descrisă de Thorell, 1890. Conform Catalogue of Life specia Clubiona melanosticta nu are subspecii cunoscute.